# Herbert Lom
Herbert Lom (11. september 1917 – 27. september 2012) var en tjekkisk-britisk skuespiller, hvis fødenavn var Herbert Charles Angelo Kuchacevich ze Schluderpacheru. Han var kendt for at spille et bandemedlem i filmen Plyds og papegøjer fra 1955 og at spille Napoleon Bonaparte i to film. Senere blev han kendt som Inspector Clouseaus chef, Dreyfus, i filmene om Den lyserøde panter.
Han startede sin karriere i Tjekkoslovakiet, men flyttede i 1939 til Storbritannien, hvor han i løbet af 1940'erne slog sit navn fast.

## Udvalgte film
- Žena pod křížem (1937)
- The Young Mr Pitt (1942)
- Plyds og papegøjer (1955)
- Krig og fred (1956)
- Spartacus (1960)
- Den hemmelighedsfulde ø (1961)
- The Phantom of the Opera (1962)
- Et skud i mørke (1964)
- Doppelgänger (1969)
- Den lyserøde panter vender tilbage (1975)
- Den lyserøde panter slår igen (1976)
- Den lyserøde panter ta'r hævn (1978)
- På sporet af den lyserøde panter (1982)
- Den lyserøde panters forbandelse (1983)
- The Dead Zone (1983)
- Den lyserøde panters søn (1993)
- Mord i præstegården (TV) (2004)